# Dusík-13
Dusík-13 (13N) je radioizotop dusíku používaný v pozitronové emisní tomografii (PET). Jeho poločas přeměny je kratší než 10 minut, takže se musí připravovat na místě, pro tento účel se používá cyklotron.

## Výroba
Dusík-13 se vyrábí touto reakcí:
1H + 16O → 13N + 4He
Proton musí mít kinetickou energii 5,55 MeV nebo o něco větší.
Reakce je endotermická (hmotnost produktů je větší než hmotnost reaktantů a tak musí být dodána energie, která se přemění na hmotu). To je jediným důvodem, proč musí mít proton vysokou energii.
Rozdíl energií je ve skutečnosti 5,22 MeV, ale pokud by měl pouze tuto energii, produkty by kinetickou energii neměly. Jelikož musí být zachována hybnost, minimální skutečná energie protonu musí být:
{\displaystyle K=(1+m/M)|E|}

## Význam v jaderné fúzi ve hvězdách

CNO cyklus

Dusík-13 je meziproduktem CNO cyklu, který je převažujícím zdrojem energie ve hvězdách hmotnějších než Slunce.